# 상디역
상디역(上地站)은 베이징시 하이뎬구에 위치한, 베이징 지하철 13호선의 지하철역이다. 역 번호는 1305이다.

## 역 구조
이 역은 상디로(上地路) 동쪽, 상디남로(上地南路) 북쪽에 위치하고 있다.
| 지상 2층 | 상대식 승강장, 오른쪽 출입문이 열림 | 상대식 승강장, 오른쪽 출입문이 열림            |
| 지상 2층 | 궤도                                | ← ■ 13호선 둥즈먼 방면 (시얼치)                |
| 지상 2층 | 궤도                                | ■ 13호선 시즈먼 방면 (우다오커우) →            |
| 지상 2층 | 상대식 승강장, 오른쪽 출입문이 열림 |                                                |
| 지상 2층 | 대합실                              | 매표소, 승차권 자동판매기, 이카통(一卡通) 충전 |
| 지하 1층 |                                     | 방향전환 통로                                  |

## 출구
이 역에는 1개의 출구가 있다.: A서북
| 번호                                                   | 인근 역세권                                 |
| ------------------------------------------------------ | ------------------------------------------- |
| 出口 · A                                               | 상디둥2로(上地东二路), 상디자위안(上地佳园) |
| 아이콘 설명: 경사로 \| 휠체어 리프트 \| 같은 층에 위치 |                                             |

## 인근 역세권
- 베이징 크래프트 식품 유한회사(北京卡夫食品有限公司)
- 레노버 그룹(联想集団)
- 과학무역빌딩(科貿大厦)
- 베이징 체육대학(北京体育大学)

## 인접역
- 베이징 지하철 13호선
  - 우다오커우(시즈먼 방면) ← 4.9km 상디 역 2.4km → 시얼치(둥즈먼 방면)